# Nikolaos Kalogeropoulos

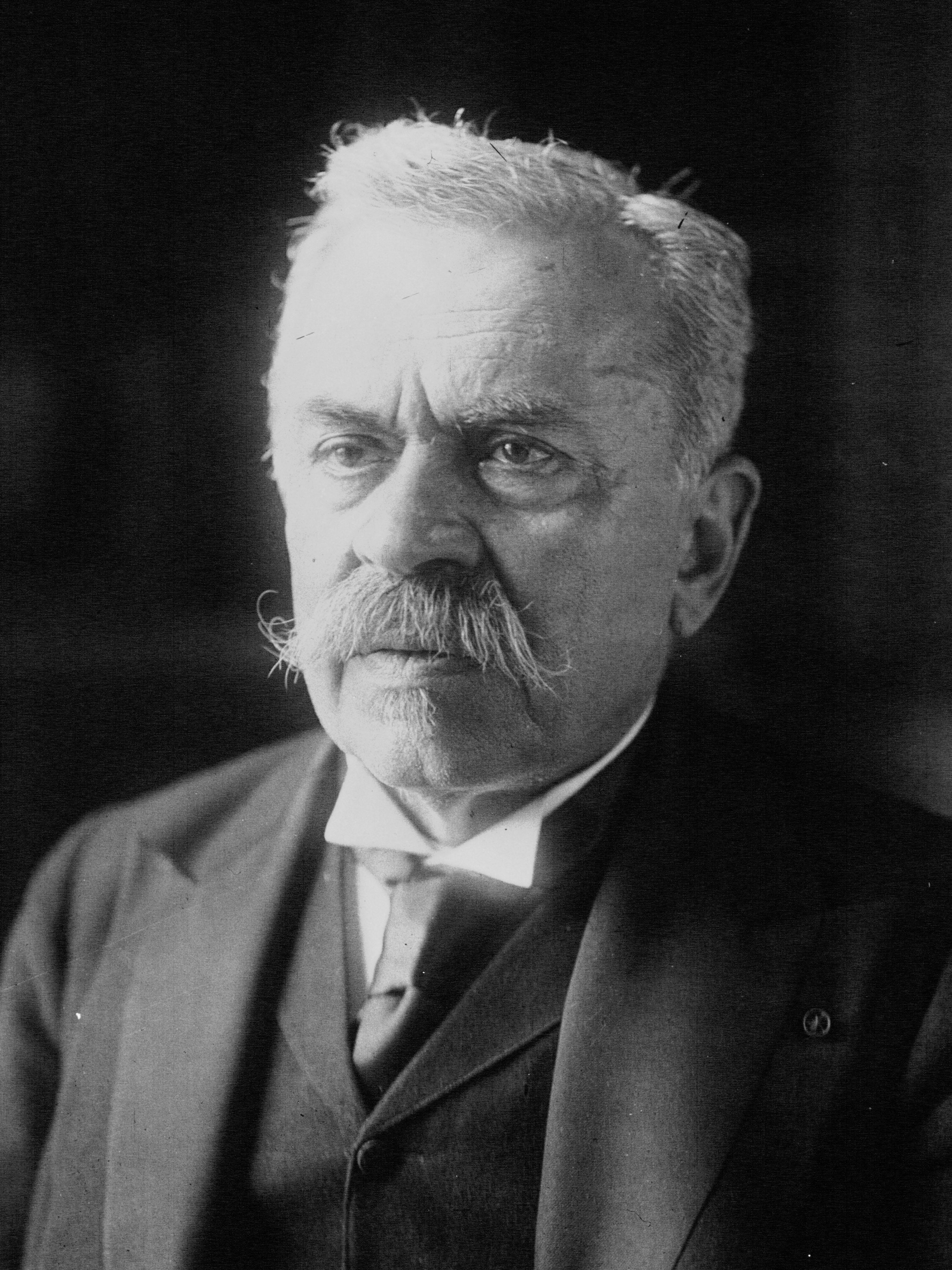
Nikolaos Kalogeropoulos

Nikolaos Kalogeropoulos (griechisch Νικόλαος Καλογερόπουλος, * 1851 in Chalkida (Euböa); † 7. Januar 1927) war ein griechischer Politiker und Ministerpräsident.
Kalogeropoulos absolvierte ein Studium der Rechtswissenschaften in Athen und Paris.
Er begann seine politische Laufbahn mit der Wahl zum Abgeordneten in der Nationalversammlung (Voulí ton Ellínon). Dort wurde er als Vertreter des Wahlkreises von Euböa insgesamt zehn Mal wiedergewählt.
Vom Oktober bis Dezember 1904, Januar bis Juli 1908 und Februar bis Juli 1909 war er Finanzminister im dritten und vierten Kabinett von Georgios Theotokis.
Vom 16. September bis zum 10. Oktober 1916 war er erstmals selbst Ministerpräsident. Während dieser Amtszeit war er zudem Kriegs- und Finanzminister. 1920 trat er der von Dimitrios Gounaris gegründeten Volkspartei (Laiko Komma) bei. Von November 1920 bis Februar 1921 war er erneut Finanzminister unter Ministerpräsident Dimitrios Rallis.
Als Nachfolger von Dimitrios Rallis war er vom 6. Februar bis 8. April 1921 Ministerpräsident einer Übergangsregierung und übernahm zugleich das Amt des Außenministers. Das Amt des Außenministers bekleidete er auch vom 10. bis zum 29. September 1922 im Kabinett von Nikolaos Triantafyllakos.

## Biographische Quellen und Hintergrundinformationen
- Evi Koukouraki: Von den griechischen Befreiungskriegen bis in die Gegenwart: Geschichte des jungen Griechenlands. 2003
- Domestic Policy 1897–1922
- Ministerliste der Regierungen 1899–1924 (Memento vom 27. Mai 2007 im Internet Archive)

| Vorgänger         | Amt                                   | Nachfolger         |
| ----------------- | ------------------------------------- | ------------------ |
| Alexandros Zaimis | Premierminister von Griechenland 1916 | Spyridon Lambros   |
| Dimitrios Rallis  | Premierminister von Griechenland 1921 | Dimitrios Gounaris |

| Personendaten    | Personendaten                                |
| ---------------- | -------------------------------------------- |
| NAME             | Kalogeropoulos, Nikolaos                     |
| ALTERNATIVNAMEN  | Καλογερόπουλος, Νικόλαος (griechisch)        |
| KURZBESCHREIBUNG | griechischer Politiker und Ministerpräsident |
| GEBURTSDATUM     | 1851                                         |
| GEBURTSORT       | Chalkida (Euböa)                             |
| STERBEDATUM      | 7. Januar 1927                               |